# 窓枠に身を乗り出した農民の少年
『窓枠に身を乗り出した農民の少年』（まどわくにみをのりだしたのうみんのしょうねん、英: A Peasant Boy leaning on a Sill）、または『窓枠に身を乗り出した笑う少年』（まどわくにみをのりだしたわらうしょうねん、西: Niño riendo asomado a una ventana）は、17世紀スペインの巨匠バルトロメ・エステバン・ムリーリョが1675-1680年ごろ、キャンバス上に油彩で制作した絵画である。1826年にM・M・ザカリー (M. M. Zachary) から寄贈されて以来、ナショナル・ギャラリー (ロンドン) に所蔵されている。

## 作品
16世紀に植民地交易の独占港として繁栄したセビーリャは、17世紀になると衰退し、貧困は犯罪と売春と疫病の温床となった。親に捨てられた子、疫病で親を失った子は群れをなして、空き家に住み着き、飢えをしのぐために残飯を求めて、宿屋や市場や金持ちの家の前で物乞いをした。そして、使い走りや掃除などの雑用で小銭を稼いだほか、ポン引きや博徒の手下となったり、必要とあらばスリやかっぱらいに走った。
17世紀のスペインにおいて、子供をモティーフとした風俗画は稀であった。ムリーリョは17世紀後半のセビーリャで主に宗教画を描く一方、数少ないものの、子供の登場する風俗画を生涯にわたり制作している。彼は非常な人間愛で乞食の子供や路上で生活していた子供たちを専門に描いたが、こうした作品こそ、イギリスを初めとするスペイン国外でムリーリョの名声を轟かせ、また影響力を行使した。
ムリーリョの着想源としては、主に2つの要素を指摘できる。1つは、ディエゴ・ベラスケスが初期のセビーリャ時代に手掛けたボデゴン (厨房画) である。とりわけムリーリョの初期の風俗画は、同時代の庶民の生活の一コマを厳粛な雰囲気で描き出す構想にベラスケスの作品からの強い影響がうかがわれる。ムリーリョはまた、もう1つの着想源として17世紀のオランダとフランドルの絵画を参照した可能性がある。彼は一度もスペインを離れたことはなかったものの、そうした絵画 (あるいは、それらをもとにしたエングレービング) をセビーリャにいた北方ヨーロッパ出身の商人たちの家で見ることができたのかもしれない。特にフランドル出身の富裕な商人ニコラス・オマスール (『ニコラス・オマスールの肖像』を参照) はムリーリョの親しい友人の1人で、彼に日常生活を表した絵画を描くよう促したのであろう。
本作の少年は、その表情と打ち解けたポーズにより溌剌とした様子が示されている。粗末な衣服以外、ここには貧困の厳しい現実を仄めかすものは一切ない。少年は非常にリアルであるが、これは肖像画ではなく、セビーリャの日常生活を垣間見せる一瞬の光景である。彼は窓枠のようなものから身を乗り出し、彼に笑顔をもたらす何かの方を見ている。本作は、1806年まで『ベールを上げる少女』 (個人蔵) の対作品であった。両作品は明らかにいっしょに構想されたもので、肘をついて身を乗り出す本作の少年は右肩を露わにする一方で、少女は誘うようにベールを持ち上げつつ左肩を露わにし、彼の方を見つめ返している。彼らが交わす眼差しは、あたかも性的な誘惑を示唆するように思われる。とはいえ、初恋の少年少女が大人の世界を真似ているのか、または情景がピカレスク小説など何らかの文学的典拠にもとづくのか、本作の意味合いはいまだに明らかにされていない。

## ギャラリー

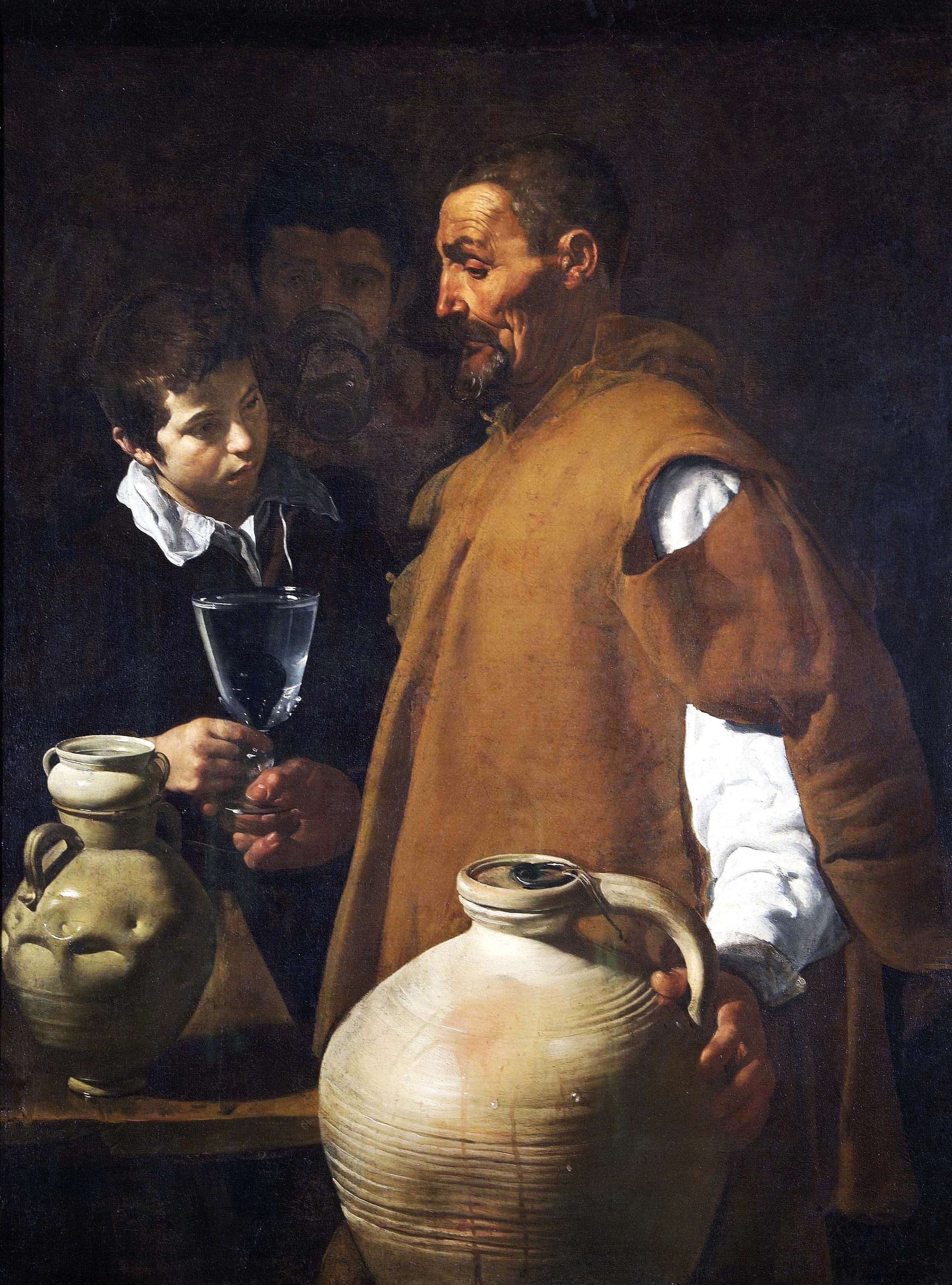
ディエゴ・ベラスケス『セビーリャの水売り』(1620年ごろ)、アプスリー・ハウス、ロンドン
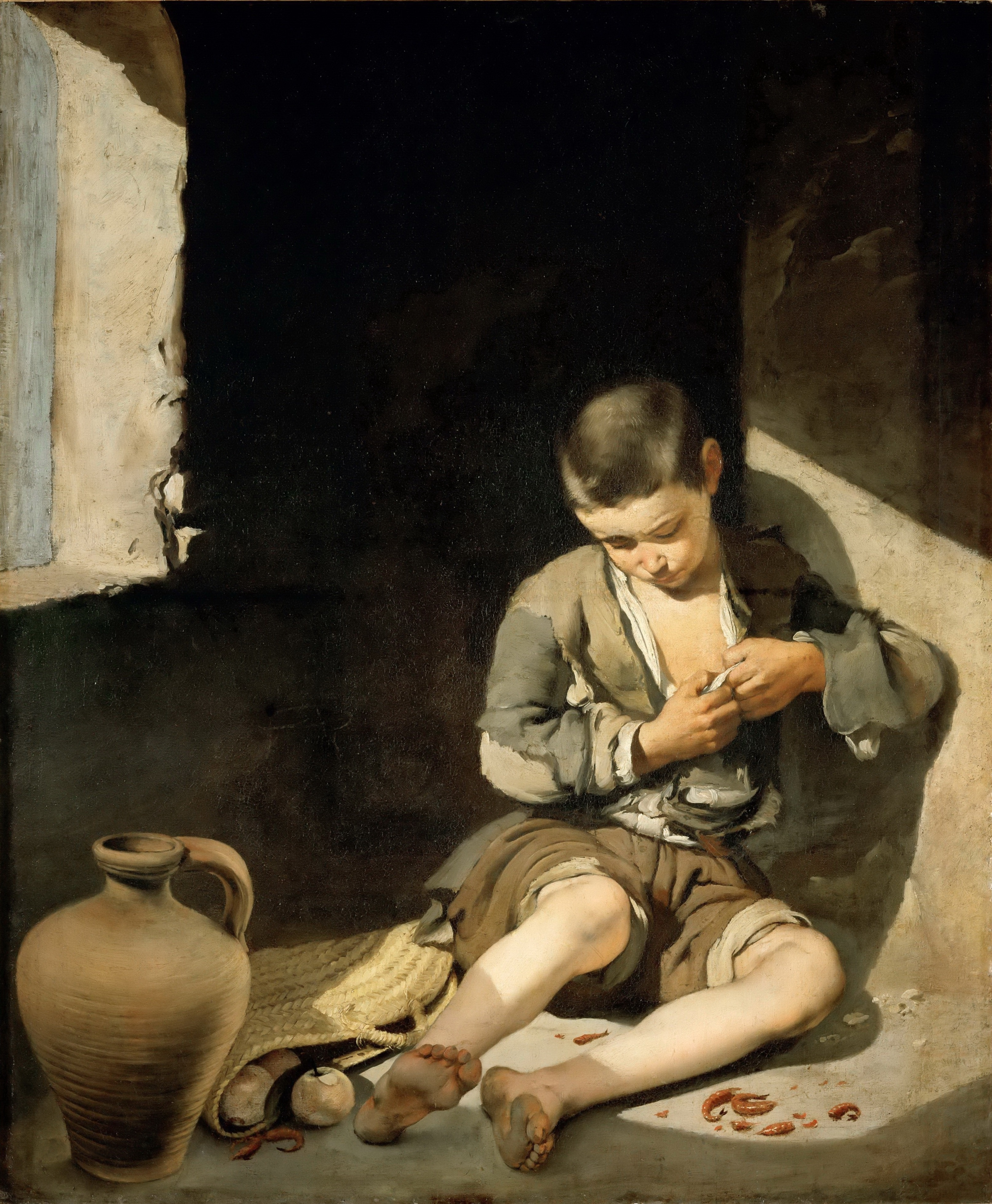
ムリーリョ『乞食の少年』(1645-1650年ごろ)、ルーヴル美術館、パリ
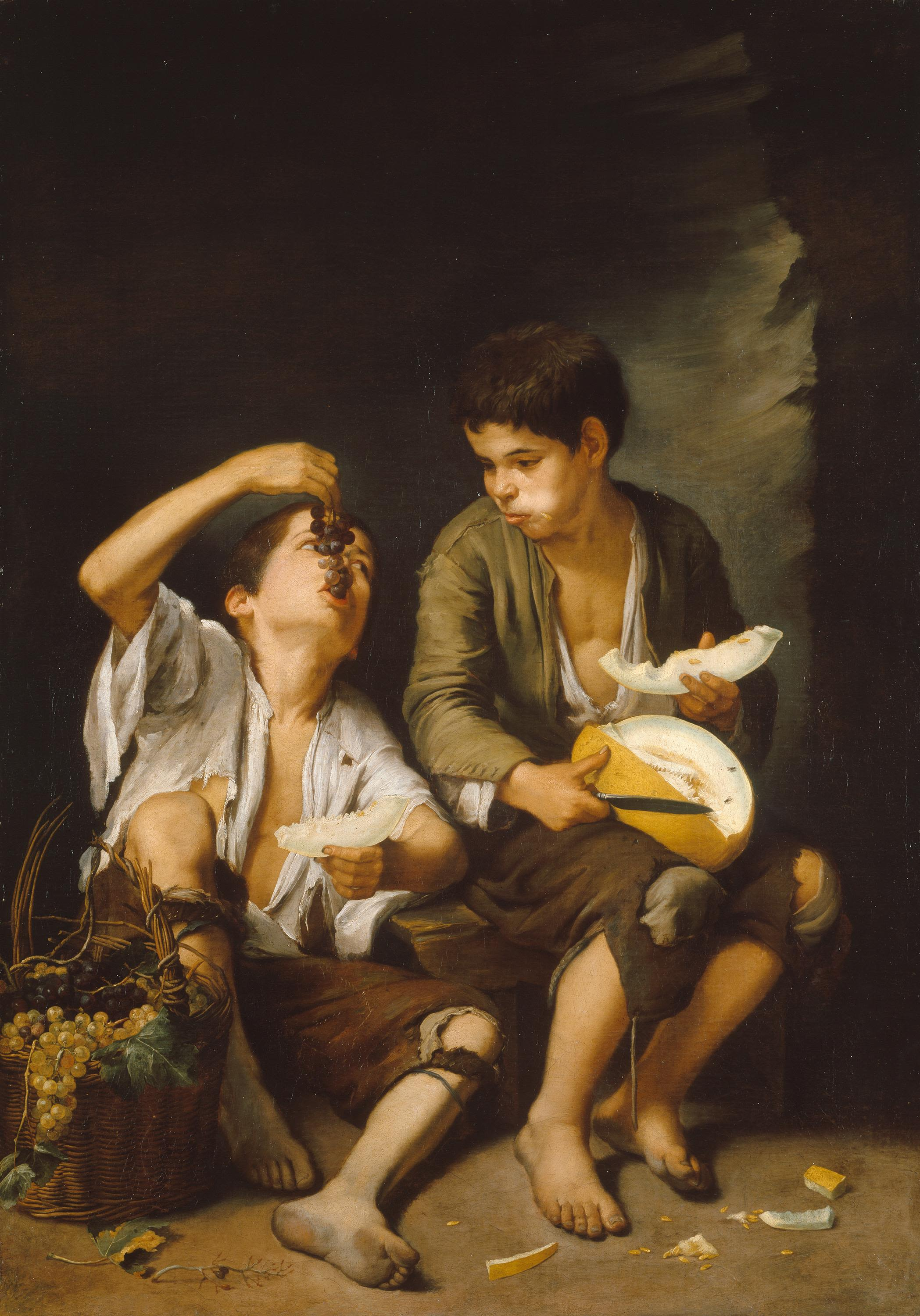
ムリーリョ『ブドウとメロンを食べる子供たち』(1645-1650年ごろ)、アルテ・ピナコテーク、ミュンヘン
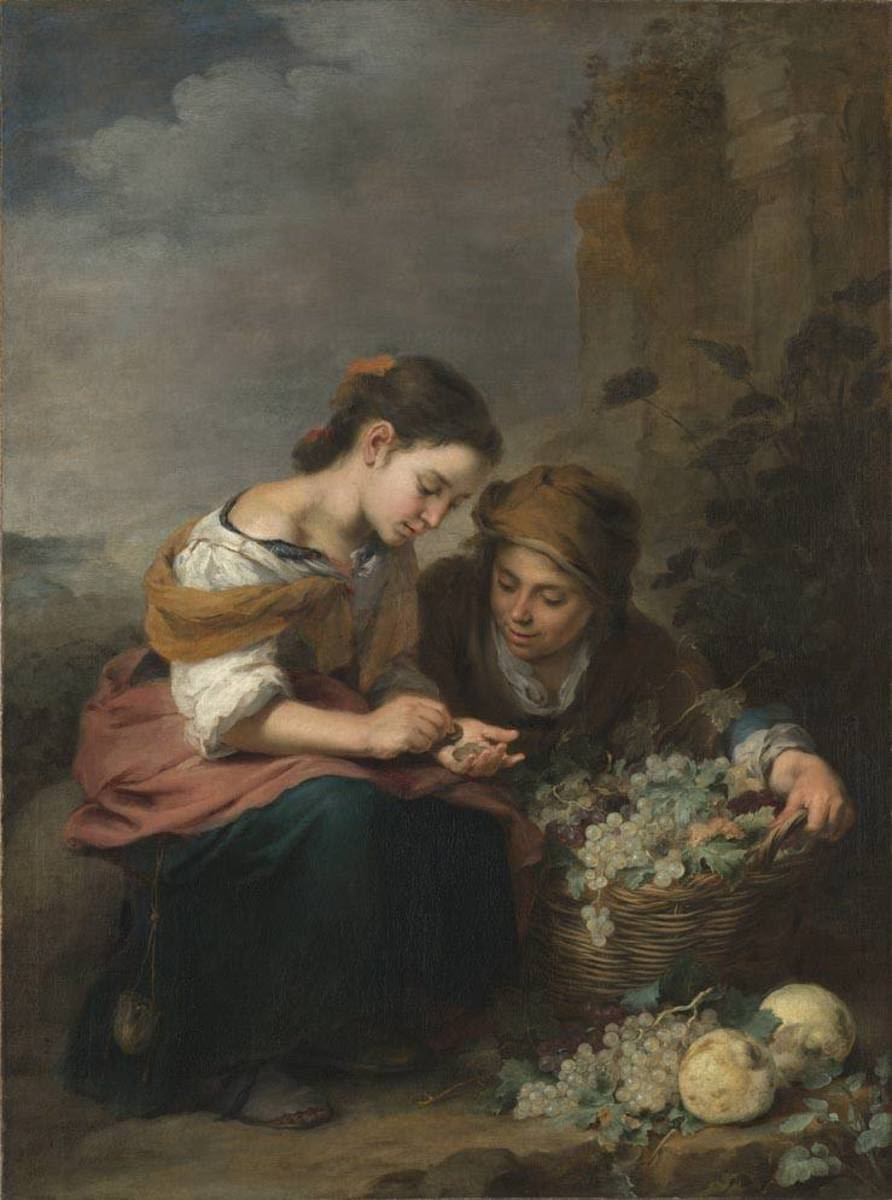
ムリーリョ『小さな果物売り』(1670-1675年ごろ)、アルテ・ピナコテーク、ミュンヘン